# Abraham Starck
Abraham Starck (auch Abraham Stark; * 1659 in Elbogen, Nordböhmen; † 18. März 1709 ebenda) war der bedeutendste böhmische Orgelbauer des Barock.

## Leben
Sein  Vater Andreas Starck war Organist in Elbogen (Loket) und wurde später dort Bürgermeister, die Mutter war Margarethe geborene Francke[n]. Abraham Starck war möglicherweise bei Michael Kanhäuser in der Lehre. Danach war er wahrscheinlich eine Zeit lang in Prag tätig. Von 1683 ist ein erster Auftrag für das dortige Kloster Strahov bekannt. Danach gründete er eine Orgelbauwerkstatt in seiner Heimatstadt Elbogen.
Abraham Starck gilt als der bedeutendste Orgelbauer in Böhmen in seiner Zeit und wird auch als böhmischer Silbermann bezeichnet. Er begründete die Elbogener Orgelbauschule, die von seinen Schülern Johann Adam Pleyer und Franz Fassmann sowie seinem Bruder Wenzel Starck fortgeführt wurde. Ein weiterer Schüler war Johann Leopold Burkhardt.

## Werke (Auswahl)
Abraham Starck baute vor allem in Böhmen Orgeln, aber auch in Mähren. Einige sind in größeren oder kleineren Teilen erhalten.
| Jahr | Ort                       | Gebäude                                   | Bild | Manuale | Register | Bemerkungen                                                                                             |
| ---- | ------------------------- | ----------------------------------------- | ---- | ------- | -------- | --- |
| 1688 | Plaß (Plasy)              | Klosterkirche                             |      | II      | 28       | erhalten,                                                                                               |
| 1697 | Alt Brünn (Staré Brno)    | Zisterzienserinnenkirche                  |      | I/P     | 10       | Chororgel, um 1784 nach Auflösung des Klosters nach Sněžné (deutsch Niemetzke) umgesetzt, dort erhalten |
| 1699 | Goldenkron (Zláta Koruna) | Klosterkirche                             |      | II/P    | 20       | erhalten                                                                                                |
| 1700 | Tepl (Teplá)              | Prämonstratenserkirche Mariä Verkündigung |      | II/P    | 14       | Chororgel, 1766 von Gartner umgebaut, Erhalten                                                          |
| 1702 | Prag Altstadt             | Kreuzherrenkirche St. Franziskus          |      | II/P    | 14       | erhalten                                                                                                |
| 1705 | Prag Altstadt             | Kirche St. Jakob                          |      | II/P    | 26       | später umgebaut und erweitert, heute IV/P, 93                                                           |